# Lubinella morobensis
Lubinella morobensis is een spinnensoort in de taxonomische indeling van de wielwebkaardespinnen (Uloboridae).
Het dier behoort tot het geslacht Lubinella. De wetenschappelijke naam van de soort werd voor het eerst geldig gepubliceerd in 1984 door Opell.